# Davidiella clandestina
Davidiella clandestina är en svampart som först beskrevs av Niessl, och fick sitt nu gällande namn av Aptroot 2006. Davidiella clandestina ingår i släktet Davidiella och familjen Davidiellaceae.   Inga underarter finns listade i Catalogue of Life.